# Marie Vassilieff
Maria Ivanovna Vassilieva (en rus: Мария Ивановна Васильева), dita Marie Vassilieff (12 de febrer de 1884, Smolensk, Rússia - 14 de maig de 1957, Nogent-a-Marne, França) és una artista pintora i escultora russa, dissenyadora i decoradora teatral.
Formant part de la generació de pintors de la dècada de 1910, s'impregna de les eines del cubisme i crea el seu propi llenguatge. Vassilieff va pertànyer a la Secció d'Or, el grup d'artistes de l'avantguarda europea associats al cubisme, el suprematisme, el futurisme i el constructivisme.

## Biografia
Nasqué en una família benestant que la va animar a estudiar medicina. La seva inclinació natural i el seu interès eren, però, envers les arts, i el 1903 ingressa a l'Acadèmia Imperial de Belles Arts de Sant Petersburg. El 1905 va a París, aleshores la capital artística del món, amb una beca de l'emperadriu Alexandra Feodorovna, i s'hi instal·la definitivament el 1907.
Segueix curs a l'Acadèmia de la Palette amb Sonia Delaunay i a l'Acadèmia Henri Matisse amb Olga Meerson. Esdevé part integrant de la comunitat artística de la «Rive Gauche» a Montparnasse. Tradueix i envia a Rússia extrets de Notes d'un pintor, d'Henri Matisse, a la revista moscovita La toison d'or, que els publica al seu número 6, al juny de 1909. Aquestes col·laboracions li serveixen per pagar-se les classes.
L'any 1911, funda l'Acadèmia russa de pintura i d'escultura al número 54 de l'avinguda de Maine, però des de 1912, obre l'Acadèmia Vassilieff, que va esdevenir un lloc de trobada per a l'avantguarda de l'art d'aquesta època, i que freqüentaren artistes com Maria Blanchard, Nina Hamnett, Amedeo Modigliani, Ossip Zadkine, Jacques Lipchitz o Chaïm Soutine. De 1998 a 2013, el taller que havia albergat aquesta acadèmia esdevindrà el Museu de Montparnasse. Posteriorment es transformarà en la Villa Vassilieff fins al 2020.
En poc temps l'activitat de l'atelier acull tota mena d'esdeveniments artístics. Mentre els murs del taller de Marie Vassilieff s'omplen de pintures de Marc Chagall i Modigliani, de dibuixos de Pablo Picasso i Fernand Léger, s'hi fan vetllades artístiques i conferències. El 5 de maig de 1913, Fernand Léger hi parla sobre l'art modern: «Els orígens de la pintura actual i el seu valor representatiu» i el 9 de maig de 1914, la segona part d'aquesta conferència: «Les realitzacions pictòriques actuals», homenatge a l'esperit independent dels pintors de l'Escola de París.

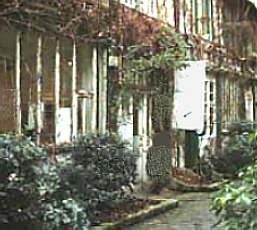
Taller de Marie Vassilieff

Al març 1914, Marie Vassilieff mostra precisament al Salon des indépendants tres quadres de factura cubista: Composició, Recerca I  i Recerca II. Tanmateix, el 7 de març, el diari Excelsior reprodueix, en primera pàgina, Recerca I, que bateja com «una tela futurista».
Al desembre de 1914, Marie Vassilieff tanca la seva acadèmia de pintura i annexant-hi un segon taller, hi obre una cantina popular. S'havia ofert com a infermera voluntària a la Creu Roja francesa i havia vist com havia empitjorat ràpidament la situació financera per a molts artistes de París. El govern francès va decidir, per tal de sostenir l'economia en guerra, prestar una pensió de compensació a tota activitat econòmica perjudicada per la situació. Els artistes, no podent vendre les seves obres fàcilment, es van beneficiar així d'una mínima pensió compensatòria. Com que molt sovint no tenien gairebé res per a menjar, la cantina els era un preciós refugi per a un àpat econòmic i un centre de relació social.
El govern havia establert un toc de queda i els restaurants i els cafès de París estaven obligats a tancar d'hora, però la cantina de Marie Vassilieff, inscrita com a club privat, no estava subjecta a aquesta obligació. El lloc va esdevenir instantàniament un punt de trobada molt freqüentat. El noruec Kist Thaulow hi tocava el violí, el suec Henrik Melcher Melchers el piano, Ossip Zadkine i Marie Vassilieff oferien danses russes i Pablo Picasso imitava els toreros per divertir els seus amics Tsuguharu Foujita i Diego Rivera. Picabia, Suzanne Valadon, Modigliani, Ossip Zadkine, Georges Braque, però també Serguei Diaghilev i Francis Poulenc freqüenten la cantina.
A l'octubre 1915, Marie Vassilieff torna a Rússia, on veu per última vegada els seus pares. Té l'ocasió de participar en dues exposicions mig futuristes, mig suprematistes: a Pétrograd, l'exposició Dernière exposition futuriste de tableaux 0,10 de fi de 1915 a la qual Kasimir Malevitch exposa el seu famós Carré negre sur fons blanc; a Moscou, l'exposició Magasin, de març de 1916, on mostra per primera vegada les nines que la faran famosa.
Retornada a França, a l'abril de 1916, reobre la seva cantina. El crític d'art 'que prepara l'exposició retrospectiva L'Art modern a França li dedica nou números, signe de la seva aura artística de llavors. Aquesta exposició passa a la posteritat amb el nom de «Salon de Antin» perquè va tenir lloc al número 26 de l'avinguda d'Antin, a casa del modisto Paul Poiret. Pablo Picasso hi exposava per primera vegada les seves famoses Demoiselles d’Avignon / Les senyoretes del carrer d'Avinyó.
Al gener de 1917, Georges Braque, que havia estat ferit en combat, va ser alliberat del servei militar. Marie Vassilieff i Max Jacob van decidir d'organitzar un banquet per a ell i la seva esposa, Marcelle. Entre els invitats es trobava Alfred Pina amb la seva nova companya, Beatrice Hastings, que acabava de deixar la seva relació de dos anys amb Modigliani, que no va ser convidat. És aleshores que es produí l'episodi en què Marie Vassilieff va empènyer Modigliani escales avall, del qual ella mateixa en va fer un dibuix que s'ha reproduït moltes vegades. L'any 1917 va tenir el seu fill Pierre, a qui Marie Vassilieff pintaria molts cops; les seves nines de drap o de cuir són celebrades a Berlín, Nova York i Londres, on Peggy Guggenheim la convida a exposar al novembre de 1938.

El juliol del 1920, Marie Dormoy, l'amiga de l'escriptor Paul Léautaud, escrigué a la revista Art et décoration l'article «Nines noves», en què diu: «Pel que fa a Marie Vassilieff, les seves nines són autèntiques obres d'art. Ningú no es pot equivocar, tenen tal caràcter que se les reconeixeria entre mil. Per a cadascuna fa molts esbossos i, per la força del modelatge, la solidesa de la construcció que es basa en el millor cubisme, la tècnica constantment renovada, mostra un caràcter, subratlla una herència, crea personatges dotats de sentiments i passions, finalment dona vida a la matèria inert.»

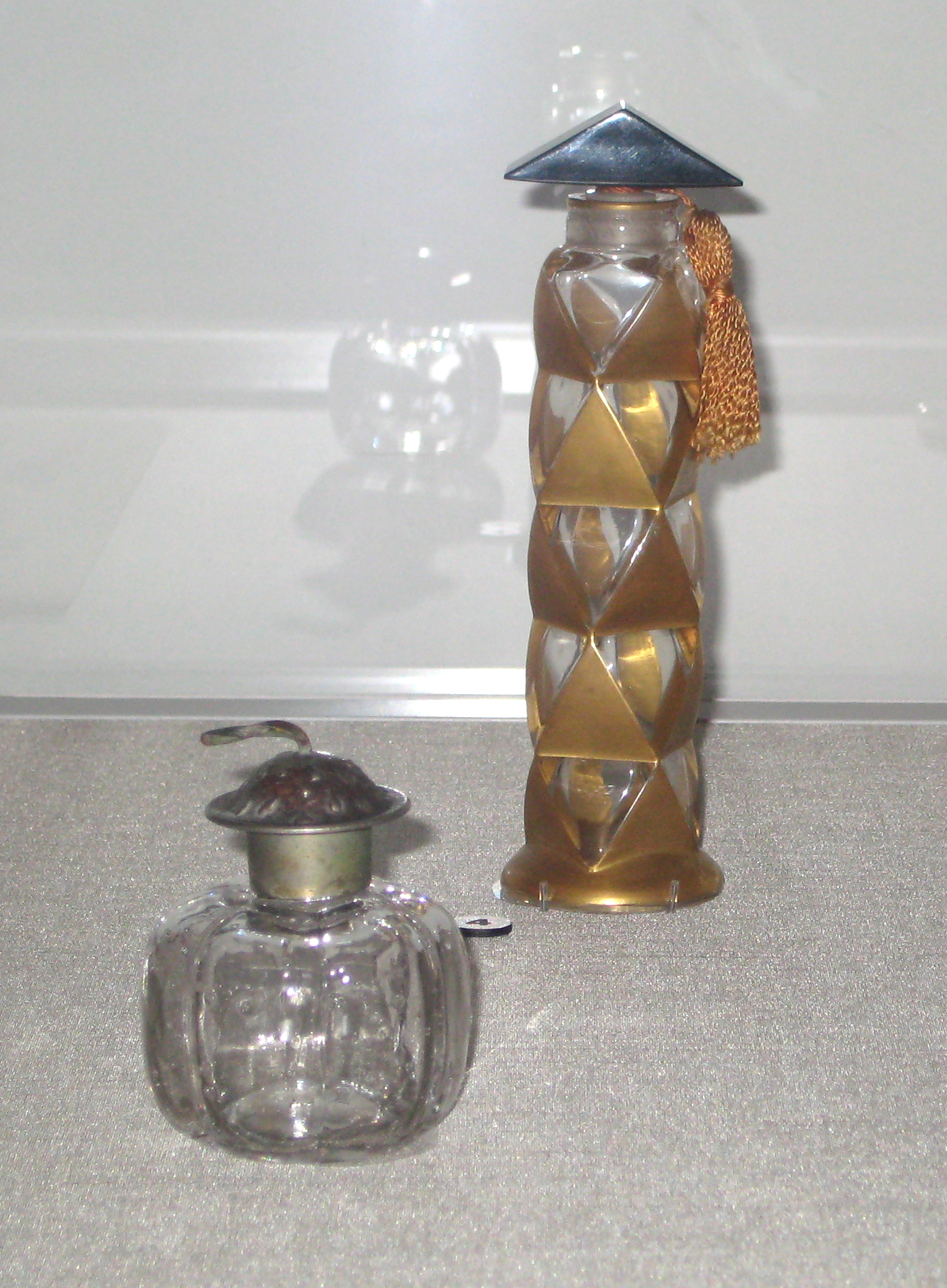

A partir dels anys 20, la seva obra pictòrica evoluciona cap a un cert primitivisme, amb formes arrodonides i colors suaus. I s'interessa pel disseny i l'escena teatral. Així, en aquells anys, a més dels ninots, crea també màscares, flascons, vestits, mobles, panells decoratius i escenografia.
Marie Vassilieff dibuixa per a Paul Poiret l'any 1923 el flascó del perfum Arlequinade – Nouveau parfum de Rosine. Dirigeix els tallers de confecció dels vestits de la temporada teatral 1923-1924 dels Ballets suecs de Rolf de Maré, sobretot els de la Creació del món, que s'estrena el 25 d'octubre de 1923 al Teatre dels Camps-Élysées.
L'any 1925 crea un «mobiliari barroc i antropomorf compost de sis «mobles titelles» per a l'Exposició internacional de les arts decoratives i industrials modernes.
Decora, l'any 1927, dues columnes de la brasserie La Coupole, al boulevard de Montparnasse. A la primera, pinta una Verge Negra i es diu que és l'home de lletres Georges Duhamel, però en realitat és el seu amic, el compositor Claude Duboscq, que toca la flauta. De fet, aquest retrat d'ulls oberts darrere d'unes ulleres rodones, amb la guineu posada a l'espatlla i la Verge Negra, són semblants als que apareixen als panells decoratius de l'espectacle de titelles Le Pauvre Clair dissenyat per Marie Vassilieff per a Claude Duboscq el 1928.
Inscrita al catàleg oficial com a «Artista pintor decorador», la seva participació a l'Exposició Internacional de les Arts i Tècniques a la Vida moderna de 1937, és triple. Hi exhibeix models com màscares i petits animals d'una "Botiga fantàstica"; la maqueta del seu enorme panell decoratiu ’Été-L’État – Réseau d’État vers la mer, dissenyada amb René Péro per a l'estació de Montparnasse, i els cinc vestits rodoïdals de les Voyelles per a la transposició a l'escenari del sonet d'Arthur Rimbaud per al Théâtre Art et Action, de Louise i Édouard Autant-Lara.

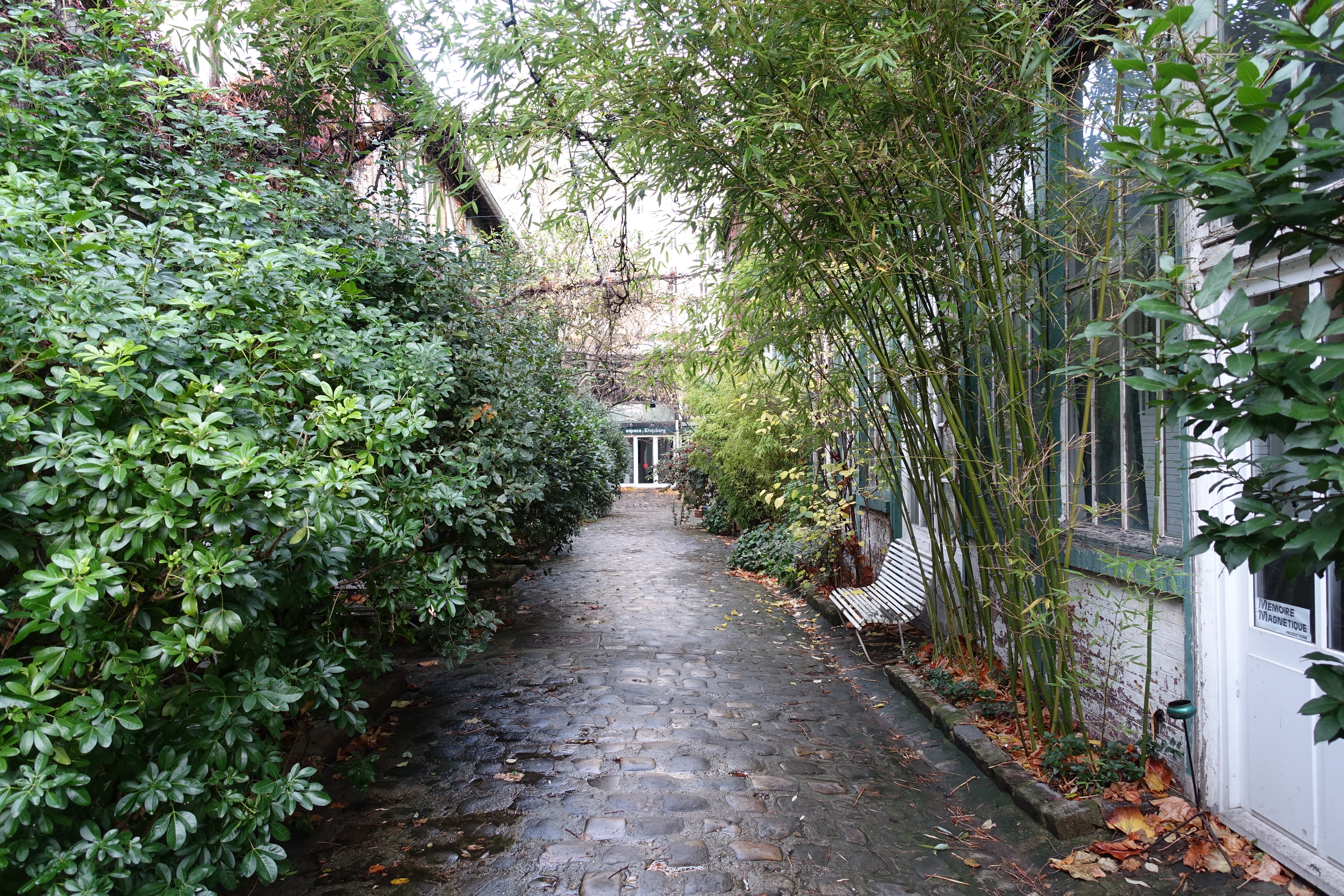
Villa Vassilieff, al Camí de Montparnasse

De 1939 a 1946, Marie Vassilieff viu i treballa a Cagnes-a-Mar (Alps Marítims). Exposa 32 quadres, 20 nines i dibuixos a Cannes del 16 d'abril al 2 de maig de 1943.
L'any 1949, el constructori Edmond Didier, que s'havia convertit en el seu mecenes, li encarrega un servei de taula en ceràmica. Supervisa les motllures i, entusiasmada amb aquesta col·laboració amb l'Atelier Lafourcade, també crea escultures místiques o eròtiques. A partir del mes de maig, mostra aquestes ceràmiques a l'exposició Homenatge a Marie Vassileff - Pintora de la gran època de Montparnasse organitzada per Marc Vaux al Foyer d'Entr'aide aux artistes et aux intellectuals du boulevard du Montparnasse i després al Salon des Independents (París) de 1952.
De 1953 fins a la seva mort, resideix en una casa de retir per als artistes a Nogent-a-Marne. És inhumada al cementiri de Nogent-a-Marne.

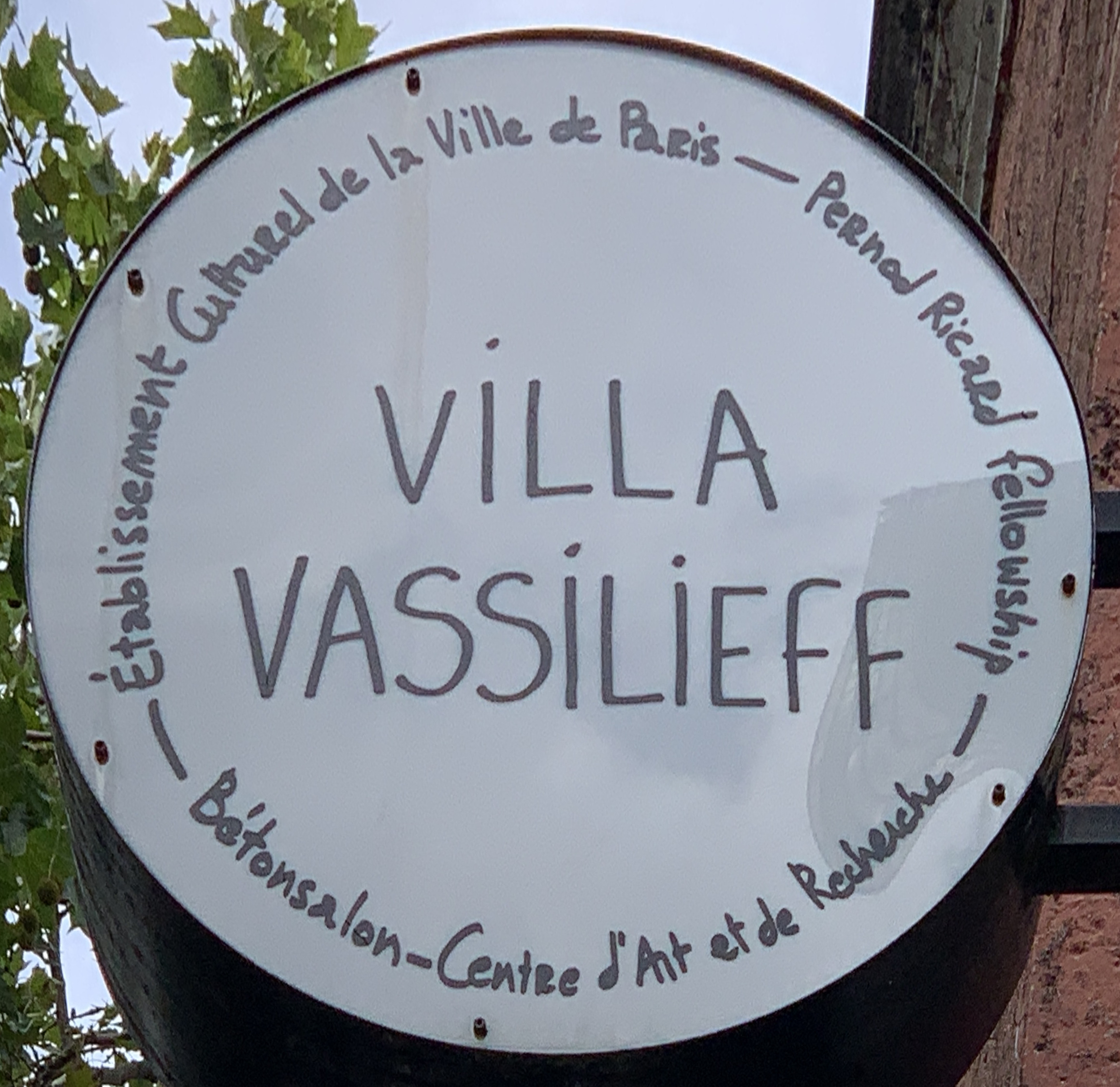
Panell de la Villa Vassilieff, a Paris.

La seva labor filantròpica i com a amfitriona ha pogut eclipsar fins al segle XXI la dimensió i el valor de la seva carrera artística.

## Villa Vassilieff
Al febrer de 2016, l'ajuntament de París inaugurava un nou espai dedicat a les arts visuals: la Vil·la Vassilieff, en l'espai que havia estat el seu taller de Montparnasse –transformat després en Museu del Montparnasse. Concebut com un lloc de treball i de vida, com un centre d'art i de recerca, ha ofert exposicions i un programa anual de residències per a quatre artistes, investigadors o comissaris internacionals. Al 2020 tanca les portes.